# Smyrnium matthioli
Smyrnium matthioli är en flockblommig växtart som beskrevs av Jan Svatopluk Presl. Smyrnium matthioli ingår i släktet vinglokor, och familjen flockblommiga växter. Inga underarter finns listade i Catalogue of Life.